# 타이 리그 1 2017
타이 리그 1 2017는 타이 리그의 21번째 시즌이자 타이 리그 1로 명칭이 변경된 후 두 번째 시즌이다. 스폰서의 이름을 붙여 도요타 타이 리그라고도 불렸다. 총 18개 팀이 참가하였으며, 2017년 1월 12일에 경기 일정이 공지되었으며, 2월 11일에 개막하였다.
2016 시즌에 우승한 무앙통 유나이티드 FC가 디펜딩 챔피언이며, 타이 혼다 라드끄라방, 우본 UMT 유나이티드, 타이 포트 FC가 타이 리그 2에서 승격하였다.

## 시즌 변동 목록

### 참가 팀 변동
타이 리그에서 타이 리그 2 2017로 강등
* 아미 유나이티드 FC
* 차이낫 혼빌 FC
* BBCU FC
타이 리그 2에서 타이 리그 2017로 승격
* 타이 혼다 라드끄라방
* 우본 UMT 유나이티드
* 타이 포트 FC

### 경기장 변동
- BEC 테로 사사나 FC가 분야친다 경기장에서 72주년 민부리 경기장으로 홈 경기장을 이전하였다.
- 우본 UMT 유나이티드가 UMT 경기장에서 퉁부라파 경기장으로 홈 경기장을 이전하였다.

## 리그 참가 팀
타이 리그 2017 참가 팀
| 구단명              | 연고지       | 홈구장                            | 수용인원 |
| ------------------- | ------------ | --------------------------------- | -------- |
| 나콘랏차시마        | 나콘랏차시마 | 80주년 생일 경기장                | 24,641   |
| 랏차부리            | 랏차부리     | 미트르 폴 경기장                  | 13,000   |
| 무앙통 유나이티드   | 논타부리     | SCG 스타디움                      | 15,000   |
| 방콕 글라스         | 빠툼타니     | 레오 경기장                       | 16,014   |
| 방콕 유나이티드     | 빠툼타니     | 탐마삿 경기장                     | 25,000   |
| 부리람 유나이티드   | 부리람       | 뉴아이모바일 스타디움             | 32,600   |
| 시암 네이비         | 촌부리       | 사타힙 네이비 경기장              | 12,500   |
| 시사껫              | 시사껫       | 스리 나콘 람두안 경기장           | 10,000   |
| 수코타이            | 수코타이     | 퉁 탈라이 루앙 경기장             | 8,000    |
| 사뭇 사콘 시티 파워 | 사뭇사콘     |                                   |          |
| 수판부리            | 수판부리     | 수판부리 무니시팔리티 경기장      | 25,000   |
| 우본 UMT 유나이티드 | 우본랏차타니 | UMT 경기장                        | 6,000    |
| 촌부리              | 촌부리       | 촌부리 경기장                     | 8,500    |
| 치앙라이 유나이티드 | 치앙라이     | 유나이티드 스타디움 오브 치앙라이 | 15,000   |
| 타이 혼다           | 방콕         | 72주년 경기장                     | 10,000   |
| 파타야 유나이티드   | 촌부리       | 돌핀스 경기장                     | 5,000    |
| 포트                | 방콕         | PAT 경기장                        | 12,308   |
| 폴리스 테로         | 방콕         | 분야친다 경기장                   | 5,000    |

## 리그 순위
| 순위 | 팀                        | 경기 | 승 | 무 | 패 | 득 | 실  | 차  | 승점 | 참가 자격 및 강등               |
| ---- | ------------------------- | ---- | -- | -- | -- | -- | --- | --- | ---- | ------------------------------- |
| 1    | 부리람 유나이티드 (C) (Q) | 34   | 27 | 5  | 2  | 85 | 22  | +63 | 86   | AFC 챔피언스리그 2018 조별 리그 |
| 2    | 무앙통 유나이티드 (Q)     | 34   | 22 | 6  | 6  | 79 | 29  | +50 | 72   | AFC 챔피언스리그 2018 2차 예선  |
| 3    | 방콕 유나이티드           | 34   | 21 | 3  | 10 | 97 | 57  | +40 | 66   |                                 |
| 4    | 치앙라이 유나이티드 (Q)   | 34   | 18 | 6  | 10 | 67 | 42  | +25 | 60   | AFC 챔피언스리그 2018 2차 예선  |
| 5    | 방콕 글라스               | 34   | 16 | 8  | 10 | 63 | 44  | +19 | 56   |                                 |
| 6    | 랏차부리 미트르 폴        | 34   | 16 | 7  | 11 | 63 | 49  | +14 | 55   |                                 |
| 7    | 촌부리                    | 34   | 15 | 8  | 11 | 59 | 59  | 0   | 53   |                                 |
| 8    | 파타야 유나이티드         | 34   | 15 | 6  | 13 | 60 | 53  | +7  | 51   |                                 |
| 9    | 포트                      | 34   | 14 | 8  | 12 | 60 | 63  | −3  | 50   |                                 |
| 10   | 우본 UMT 유나이티드       | 34   | 12 | 11 | 11 | 55 | 54  | +1  | 47   |                                 |
| 11   | 수판부리                  | 34   | 11 | 10 | 13 | 52 | 58  | −6  | 43   |                                 |
| 12   | 나콘랏차시마 마즈다       | 34   | 10 | 11 | 13 | 42 | 48  | −6  | 41   |                                 |
| 13   | 네이비                    | 34   | 10 | 10 | 14 | 42 | 50  | −8  | 40   |                                 |
| 14   | BEC 테로 사사나           | 34   | 10 | 9  | 15 | 42 | 57  | −15 | 39   |                                 |
| 15   | 수코타이                  | 34   | 8  | 12 | 14 | 54 | 66  | −12 | 36   |                                 |
| 16   | 타이 혼다 라드크라방 (R)  | 34   | 8  | 4  | 22 | 43 | 68  | −25 | 28   | 타이 리그 2 2018로 강등         |
| 17   | 시사껫 (R)                | 34   | 6  | 5  | 23 | 43 | 90  | −47 | 23   | 타이 리그 2 2018로 강등         |
| 18   | 수퍼 파워 사뭇 쁘라칸 (R) | 34   | 1  | 3  | 30 | 31 | 128 | −97 | 6    | 타이 리그 2 2018로 강등         |

* 마지막 업데이트 : 2017년 11월 18일
* 출처 : 타이 리그
* 순위 결정방식 : 
1) 승점; 2) 득점 수; 3) 골 득실차.
* (C) = 우승; (R) = 강등; (P) = 승격; (O) = 플레이오프 승리; (A) = 다음 라운드 진출 
* 시즌이 끝나지 않은 경우만 사용되는 표시: 
(Q) = 대항전 진출 자격이 됨; (TQ) = 대항전 진출 자격이 됐으나 진출할 라운드가 정해지지 않음; (RQ) = 강등 결정전 진출 자격이 됨; (DQ) = 대항전 진출 자격을 잃음.

## 외국인 선수
타이 리그 구단들은 규정상 총 다섯 명의 외국인 선수를 보유할 수 있으며, 경기 라인업에는 최대 네 명의 선수가 포함될 수 있다. 그 중 세 자리 만이 AFC 이외의 대륙 소속 선수가 포함될 수 있다.
범례 
 1st: 겨울이적시장 이후
 2nd: 여름이적시장 이후
 : 여름이적시장을 통해 나간 선수
 : 여름이적시장을 통해 들어온 선수
  논-아시안쿼터에 해당하는 선수
| 클럽                 | 기간 | 선수 1            | 선수 2                | 선수 3              | 선수 4                 | 아시아 선수       |
| -------------------- | ---- | ----------------- | --------------------- | ------------------- | ---------------------- | ----------------- |
| BEC 테로 사사나      | 1st  | 마리오            | 미카엘 은드리         | 칼리파 시세         | 타르타                 | 김동찬            |
| BEC 테로 사사나      | 2nd  | 마리오            | 미카엘 은드리         | 칼리파 시세         | 자드네이 우리코브      | 자카 이흐베이셰   |
| 나콘랏차시마         | 1st  | 안토니우 피나     | 도미닉 아디이야       | 크르스테 벨코스키   |                        | 빅토르 이그보네포 |
| 나콘랏차시마         | 2nd  | 안토니우 피나     | 도미닉 아디이야       | 파울루 랑헬         |                        | 빅토르 이그보네포 |
| 네이비               | 1st  | 카레카            | 아데폴라린 두로신미   | 비욘 린데만         | 줄리우스 오이보        | 방승환            |
| 네이비               | 2nd  | 카레카            | 아데폴라린 두로신미   | 안드레 루이스       | 고지마 세이야          | 방승환            |
| 랏차부리 미트르 폴   | 1st  | 마르셀 에솜베     | 알하르비 엘자데야우이 | 카를루스            |                        | 아카호시 다카후미 |
| 랏차부리 미트르 폴   | 2nd  | 마르셀 에솜베     | 알하르비 엘자데야우이 | 하비에르 아쿠냐     | 조엘 사미              | 아카호시 다카후미 |
| 무앙통 유나이티드    | 1st  | 셀리우            | 시스코                |                     | 이호                   | 아오야마 나오키   |
| 무앙통 유나이티드    | 2nd  | 셀리우            | 헤베르치              | 레안드루 아숭상     | 이호                   | 아오야마 나오키   |
| 방콕 글라스          | 1st  | 아리엘 로드리게스 | 자스마니 캄포스       | 토티                | 맷 스미스              | 이케다 쥬라토     |
| 방콕 글라스          | 2nd  | 아리엘 로드리게스 | 자스마니 캄포스       | 토티                | 맷 스미스              | 이케다 쥬라토     |
| 방콕 유나이티드      | 1st  | 요앙 타바레스     | 드라간 보슈코비치     | 마리오 주로프스키   | 지우베르투 마세나      | 제이시 존         |
| 방콕 유나이티드      | 2nd  | 요앙 타바레스     | 드라간 보슈코비치     | 마리오 주로프스키   | 치네두 에데            | 메흐르다드 풀라디 |
| 부리람 유나이티드    | 1st  | 지오구            | 자자                  | 호제리뉴            | 쇨비 오테센            | 고슬기            |
| 부리람 유나이티드    | 2nd  | 지오구            | 자자                  | 하파에우 바스투스   | 안드레스 투녜스        | 고슬기            |
| 사뭇 사콘 시티 파워  | 1st  | 모헤이라          | 류벤 니콜로프         | 앙토니 무라코메낭   | 자드네이 우리코브      | 이건필            |
| 사뭇 사콘 시티 파워  | 2nd  | 모헤이라          | 류벤 니콜로프         | 람세스 부스토스     | 켓사다 수크사반        | 이건필            |
| 수코타이             | 1st  | 비렘 디우프       | 존 바지오             | 아드미르 아드로비치 | 안톤 제밀리아누킨      | 가타노 히로미치   |
| 수코타이             | 2nd  | 비렘 디우프       | 존 바지오             | 호드리구 마라냥     | 정명오                 | 가타노 히로미치   |
| 수판부리             | 1st  | 델라토레          | 니콜라스 벨레스       | 디에고 마드리갈     | 지우종 아우베스        | 마르셀루 사비에르 |
| 수판부리             | 2nd  | 델라토레          | 니콜라스 벨레스       | 일리지우            | 라자루스 카임비        | 마르셀루 사비에르 |
| 시사껫               | 1st  | 리로이 리타       | 데니스 시우바         | 레안드루 아숭상     | 이사카 체르나크        | 오가사와라 유세이 |
| 시사껫               | 2nd  | 리로이 리타       | 데니스 시우바         | 마리아노 베리엑스   | 이사카 체르나크        | 뵤른 린데만       |
| 우본 UMT 유나이티드  | 1st  | 빅토르            | 바이람 네비히         | 마리아노 베리엑스   | 치아구 출라파          | 야마자키 겐타     |
| 우본 UMT 유나이티드  | 2nd  | 빅토르            | 바이람 네비히         | 치아구              | 카를랑                 | 야마자키 겐타     |
| 촌부리               | 1st  | 헤낭 마르케스     | 포데 디아키테         | 프린스 암폰사       | 안드레 루이스          | 나카노 료타로     |
| 촌부리               | 2nd  | 헤낭 마르케스     | 포데 디아키테         | 프린스 암폰사       | 치아구 쿠냐            | 나카노 료타로     |
| 치앙라이 유나이티드  | 1st  | 펠리피 아제베두   | 반데르                | 이베르통 곤사우베스 | 엔히키 안드라지 시우바 | 하파에우 코엘류   |
| 치앙라이 유나이티드  | 2nd  | 펠리피 아제베두   | 반데르                | 이베르통 곤사우베스 | 잔드종                 | 하파에우 코엘류   |
| 타이 혼다 라드끄라방 | 1st  | 히카르두 제주스   | 하피냐                | 지에구 아시스       | 이누이 다쓰로          | 아키모토 미치타카 |
| 타이 혼다 라드끄라방 | 2nd  | 히카르두 제주스   | 하피냐                | 구스타부 클라우디우 | 호니뉴                 | 아키모토 미치타카 |
| 파타야 유나이티드    | 1st  | 웰링톤 프리오리   | 밀로시 스토야노비치   | 밀란 부발로         | 김태연                 | 이원영            |
| 파타야 유나이티드    | 2nd  | 웰링톤 프리오리   | 밀로시 스토야노비치   | 알렉산다르 예브티치 | 김태연                 | 이원영            |
| 포트                 | 1st  | 조시마르          | 다비드 로첼라         | 세르히오 수아레스   | 안드리야 칼루제로비치  | 나가사토 겐키     |
| 포트                 | 2nd  | 조시마르          | 다비드 로첼라         | 세르히오 수아레스   | 마티아스 하두에        | 나가사토 겐키     |

## 득점 순위
| 순위   | 이름                | 클럽                     | 골 |
| ------ | ------------------- | ------------------------ | -- |
| 1      | 드라간 보슈코비치   | 방콕 유나이티드          | 38 |
| 2      | 자자                | 부리람 유나이티드        | 34 |
| 3      | 헤낭 마르케스       | 촌부리                   | 27 |
| 4      | 지오구              | 부리람 유나이티드        | 26 |
| 5      | 레안드루 아숭상     | 시사껫 무앙통 유나이티드 | 24 |
| 6      | 마르셀 에솜베       | 랏차부리 미트르 폴       | 20 |
| 7      | 펠리피 아제베두     | 치앙라이 유나이티드      | 18 |
| 8      | 마리오 주로프스키   | 방콕 유나이티드          | 17 |
| 9      | 밀로시 스토야노비치 | 파타야 유나이티드        | 15 |
| 카레카 | 시암 네이비         |                          |    |

## 같이 보기
- 타이 리그

틀:타이 리그 1 시즌